# Клэр, Томми
То́мас Клэр (англ. Thomas Clare), более известный как То́мми Клэр (англ. Tommy Clare; 12 марта 1865 — 27 декабря 1929) — английский футболист, защитник. Выступал за футбольные клубы «Берзлем Порт Вейл», «Сток» и «Манчестер Сити», провёл 4 матча за национальную сборную Англии. Также был главным тренером клуба «Берзлем Порт Вейл».

## Клубная карьера
Родился в марте 1865 года в Конглтоне (графство Чешир). Футбольную карьеру начал в командах «Талке Рейнджерс», «Голденхилл Уондерерс» и «Берзлем Порт Вейл». В 1883 году подписал свой первый профессиональный контракт с клубом «Сток».
В 1888 году была создана Футбольная лига Англии. «Сток» был одним из основателей этого турнира. 8 сентября 1888 года Томми Клэр был капитаном команды в матче первого в истории розыгрыша Футбольной лиги против «Вест Бромвич Альбион». Всего в сезоне 1888/89 он провёл за «Сток» 21 матч. По итогам сезонов 1888/89 и 1889/90 «Сток» занимал последнее место в турнирной таблице Футбольной лиги, и в 1890 году выбыл в Футбольный альянс. В сезоне 1890/91 «Сток» стал чемпионом Футбольного альянса и вернулся в Футбольную лигу.
В сезоне 1893/94 Клэр забил свой первый гол в Футбольной лиге в матче первого тура против «Болтон Уондерерс». С Рождества 1894 года по 1897 год Клэр не пропустил ни одного матча Футбольной лиги, сыграв в 82 матчах подряд. Его последним сезоном в составе «Стока» оказался сезон 1896/97. Всего Клэр провёл за «гончаров» 12 сезонов, сыграв более 250 матчей, сформировав уверенную связку с Алфредом Андервудом в защите.
В 1897 году перешёл в «Берзлем Порт Вейл» в качестве играющего тренера. Позднее в том же году покинул команду, став игроком «Манчестер Сити». Однако он провёл за «горожан» только один матч и уже в 1898 года вернулся в «Берзлем Порт Вейл». Он помог команде выиграть Большой кубок Стаффордшира, «вселив невиданную ранее уверенность» в своих одноклубников, обыгравших в финале «Вест Бромвич Альбион». В октябре 1898 года получил перелом ноги, после которого не смог полноценно восстановиться и в 1901 году объявил о завершении карьеры игрока.

## Карьера в сборной
2 марта 1889 года Томми Клэр дебютировал за национальную сборную Англии, выйдя на позиции правого защитника в матче Домашнего чемпионата против сборной Ирландии на стадионе «Энфилд»; англичане одержали в той игре победу со счётом 6:1.
Свой второй матч за национальную сборную Клэр провёл три года спустя: 5 марта 1892 года в рамках Домашнего чемпионата англичане обыграли ирландцев со счётом 2:0.
13 марта 1893 года Клэр провёл свой третий матч за сборную Англии: это была игра против сборной Уэльса на стадионе «Виктория Граунд» в Сток-он-Тренте, которая завершилась победой англичан со счётом 6:0.
7 апреля 1894 года Томми Клэр провёл свою четвёртую (и последнюю) игру за национальную сборную, выйдя на поле «Селтик Парк» в Глазго в матче против сборной Шотландии, которая завершилась вничью со счётом 2:2.
20 апреля 1891 года Клэр сыграл за сборную Футбольную альянса в матче против сборной Футбольной лиги. провёл один матч за сборную Футбольной лиги и несколько матчей за сборную футбольной ассоциации Стаффордшира. Также провёл одну игру за сборную «Игроков» против «Джентльменов» (декабрь 1886), игру за сборную «Севера» против «Юга» (январь 1887), игру за «Полосатых» (февраль 1892 года) и игру за «Профессионалов» против «Любителей» (март 1893 года).

## Стиль игры
Был высоким (6 футов, около 183 см) и мощным защитником, благодаря чему удачно противодействовал нападающим соперника. Хорошо играл в воздухе, считался «быстрым и решительным» игроком. Отличался жёсткой, иногда грубой игрой в отборе, из-за чего «Сток» в целом в конце XIX века имел репутацию команды, «чрезмерно» опирающейся на физическую борьбу. В другом источнике Томми Клэр характеризовался как «вдохновляющий» игрок, который отлично играет головой, «лёгок на подъём», «силён и целеустремлён при отборе мяча и надёжен, всегда работает на команду».

## Тренерская карьера
В июле 1905 года Томми Клэр был назначен управляющим секретарём (главным тренером) клуба «Берзлем Порт Вейл». Год спустя покинул этот пост, так как «клуб не мог больше себе позволить платить его зарплату».

## Достижения
«Берзлем Порт Вейл»
- Обладатель Большого кубка Стаффордшира: 1898[16]

«Сток»
- Чемпион Футбольного альянса: 1890/91[1]

Сборная Англии
- Победитель Домашнего чемпионата Великобритании: 1892, 1893[1]

## Статистика выступлений

### Клубная статистика
| Клуб              | Сезон            | Дивизион          | Лига | Лига | Кубок | Кубок | Прочие | Прочие | Итого | Итого |
| Клуб              | Сезон            | Дивизион          | Игры | Голы | Игры  | Голы  | Игры   | Голы   | Игры  | Голы  |
| ----------------- | ---------------- | ----------------- | ---- | ---- | ----- | ----- | ------ | ------ | ----- | ----- |
| Сток              | 1885/86          | —                 | —    | —    | 2     | 0     | —      | —      | 2     | 0     |
| Сток              | 1886/87          | —                 | —    | —    | 2     | 2     | —      | —      | 2     | 2     |
| Сток              | 1887/88          | —                 | —    | —    | 4     | 0     | —      | —      | 4     | 0     |
| Сток              | 1888/89          | Футбольная лига   | 21   | 0    | 0     | 0     | —      | —      | 21    | 0     |
| Сток              | 1889/90          | Футбольная лига   | 14   | 0    | 4     | 0     | —      | —      | 18    | 0     |
| Сток              | 1890/91          | Футбольный альянс | 22   | 0    | 3     | 0     | —      | —      | 25    | 0     |
| Сток              | 1891/92          | Футбольная лига   | 22   | 0    | 5     | 0     | —      | —      | 27    | 0     |
| Сток              | 1892/93          | Первый дивизион   | 30   | 0    | 1     | 0     | —      | —      | 31    | 0     |
| Сток              | 1893/94          | Первый дивизион   | 27   | 3    | 2     | 0     | —      | —      | 29    | 3     |
| Сток              | 1894/95          | Первый дивизион   | 24   | 0    | 2     | 0     | 1      | 0      | 27    | 0     |
| Сток              | 1895/96          | Первый дивизион   | 30   | 1    | 4     | 0     | —      | —      | 34    | 1     |
| Сток              | 1896/97          | Первый дивизион   | 30   | 0    | 2     | 0     | —      | —      | 32    | 0     |
| Сток              | Итого            | Итого             | 220  | 4    | 31    | 2     | 1      | 0      | 252   | 6     |
| Берзлем Порт Вейл | 1897/98          | Лига Мидленда     | 21   | 0    | 5     | 0     | —      | —      | 31    | 0     |
| Манчестер Сити    | 1896/97          | Первый дивизион   | 1    | 0    | 0     | 0     | —      | —      | 1     | 0     |
| Берзлем Порт Вейл | 1898/99          | Второй дивизион   | 13   | 0    | 0     | 0     | —      | —      | 16    | 0     |
| Берзлем Порт Вейл | 1899/00          | Второй дивизион   | 0    | 0    | 0     | 0     | —      | —      | 0     | 0     |
| Берзлем Порт Вейл | 1900/01          | Второй дивизион   | 5    | 0    | 0     | 0     | —      | —      | 5     | 0     |
| Берзлем Порт Вейл | Итого            | Итого             | 18   | 0    | 0     | 0     | —      | —      | 21    | 0     |
| Всего за карьеру  | Всего за карьеру | Всего за карьеру  | 260  | 4    | 36    | 2     | 1      | 0      | 305   | 6     |

### Статистика в сборной
| Сборная | Год   | Игры | Голы |
| ------- | ----- | ---- | ---- |
| Англия  |       |      |      |
| 1889    | 1     | 0    |      |
| 1892    | 1     | 0    |      |
| 1893    | 1     | 0    |      |
| 1894    | 1     | 0    |      |
| Итого   | Итого | 4    | 0    |

### Тренерская статистика
| Команда           | Начало работы  | Завершение работы | Показатели | Показатели | Показатели | Показатели | Показатели |
| Команда           | Начало работы  | Завершение работы | И          | В          | Н          | П          | % побед    |
| ----------------- | -------------- | ----------------- | ---------- | ---------- | ---------- | ---------- | ---------- |
| Берзлем Порт Вейл | 1 августа 1905 | 1 июля 1906       | 40         | 13         | 4          | 23         | 032,5      |
| Итого             | Итого          | Итого             | 40         | 13         | 4          | 23         | 032,5      |

## Личная жизнь
В 1891 году женился на Беатрис Вон из Уэльса, в браке родилась одна дочь. Незадолго до начала Первой мировой войны Клэр эмигрировал в Канаду. Во время войны 51-летний Томми Клэр солгал о своём настоящем возрасте, сфальсифицировав документы, согласно которым ему якобы было 40 лет, чтобы попасть в Канадские экспедиционные войска. Служил наводчиком в канадской полевой артиллерии во Франции и Фландрии. Принял участие в битве при Пашендейле. После того, как в армии узнали его настоящий возраст, а также «на фоне растущих медицинских проблем», он был отправлен обратно в Канаду в ноябре 1917 года. Позднее работал продавцом в Сиэтле (США). Умер от миокардита в Лейдисмите (Британская Колумбия) 27 декабря 1929 года.